# Università del Rio Grande do Norte
L'Università del Rio Grande do Norte o UERN (in brasiliano Universidade do Estado do Rio Grande do Norte) è un'università pubblica brasiliana gestita  dal governo statale del Rio Grande do Norte. Fondata nel 1968, ha la sua sede principale a Mossoró.
Non va confusa con l'Istituto Federale del Rio Grande do Norte, né con l'Università Federale del Rio Grande do Norte.
L'istituzione ha campus a Natal (capitale dello stato federale), Assu, Pau dos Ferros, Patu e Caicó. Altre strutture si trovano nelle città di Alexandria, Areia Branca, Apodi, Caraúbas, João Câmara, Macau, Nova Cruz, Santa Cruz, São Miguel, Touros e Umarizal.